# Devil’s Island
Devil’s Island (Originaltitel: Djöflaeyjan), auch als Die Teufelsinsel bekannt, ist ein isländischer Spielfilm aus dem Jahr 1996. Regie führte Friðrik Þór Friðriksson, das Drehbuch schrieb Einar Kárason nach seinem eigenen Roman. The Icelandic Film Corporation produzierte die Tragikomödie.

## Handlung
Der Film schildert die Zustände in der isolierten Barackensiedlung Camp Thule am Stadtrand Reykjavíks nach dem Zweiten Weltkrieg, wo selbst der Besuch des Postboten einem Ereignis gleichkommt.
Nach dem 2. Weltkrieg hinterlassen die amerikanischen Soldaten ihre Kasernen, in die nun die ärmsten Familie einziehen – unter ihnen auch die alte Karolina Tomasson, eine exzentrische Wahrsagerin, und ihr gutmütiger Mann Thomas mit den beiden erwachsenen Enkeln. Ihre Tochter Gógó zieht es auf der Suche nach einem besseren Leben in die Vereinigten Staaten, wohin ihr Baddi, Karolinas Lieblingsenkel, folgt.
Er kehrt allerdings zurück und ist für kurze Zeit ein gefeierter Held, der quasi als „isländischer Elvis, König der Gosse“ mit seinem großen US-Auto durch den Schlamm fährt. Aber der Ruhm währt nicht lange und sein langsamer Abstieg – er beginnt dabei, aus Frust zu trinken und sinnlos herumzupöbeln – trifft die Familie schwer. Währenddessen versucht sein introvertierter jüngerer Bruder Danni seinen geheimen Traum, zu verfolgen, und Schwester Dolly will mit ihrem Mann inmitten dieses chaotischen Haushalts den Schein wahren. Als Baddi schließlich seinem Bruder die Freundin ausspannt, verspielt er damit die letzten Sympathien.
Von ihrem G. I. geschieden, kehrt Karolinas Tochter Gógó zwischenzeitlich auf die Insel zurück – und setzt sich kurz darauf mit einem Norweger wieder ab. Am Ende des Films müssen Karolina und ihre Familie aus der relativen Freiheit der Kasernen in die Tristheit eines Sozialwohnungsblocks ziehen.

## Hintergründe
Das Budget des Films betrug laut Schätzungen circa 200 Millionen Isländische Kronen (rund 2,2 Millionen Euro). Devil's Island war der letzte Film von Regie Friðrik Þór Friðriksson, in dem Gísli Halldórsson zu sehen war.

## Rezeption
Der Film kam am 3. Oktober 1996 in die isländischen Kinos und wurde dort circa 70.300 mal gesehen. Es folgten Kinostarts in anderen europäischen Ländern, so beispielsweise am 15. Januar 1998 im Verleih von Ventura Film in Deutschland, wo Devil’s Island ungefähr 19.800 mal gesehen wurde. Später ist der Film in Deutschland auch auf Video erschienen.
Bei Rotten Tomatoes erhielt der Film auf Basis von 46 Rückmeldungen eine Nutzerwertung von 70 %, für das sogenannte Tomatometer lagen keine Rückmeldungen von Approved Tomatometer Critics (deutsch "bestätigter Tomatometer-Rezensenten") vor.
In Deutschland zeigten sich die Kritiker von dem Film angetan:

„Ein als Familiengeschichte angelegtes Gesellschafts- und Sittenbild mit ebenso überzeugenden wie skurrilen Charakteren, das in seiner Aneinanderreihung loser Episoden eine eigenwillige Komik entwickelt. Ein ebenso spaßiger wie ernster Film, getragen von überzeugenden Darstellern und beseelt von der Zuneigung zu seinen gar nicht so positiven Helden.“

„Selten, viel zu selten gibt es Filme, die ihr Publikum auf humanem Weg aus der Fassung bringen. Filme, von denen man sich gerne überwältigen lässt. Dem Isländer Fridrik Thor Fridriksson ist solch ein Wunder geschehen …“

Die taz verglich Devil's Island mit den Filmen des Finnen Aki Kaurismäki und des US-Amerikaners Quentin Tarantino und hob vor allem die Naturaufnahmen hervor: „Die Eigenheiten liegen dagegen in großartigen Naturaufnahmen, deren klare aber völlig verdrehte Farbenwelt nicht einmal mit LSD zu erreichen ist.“
Der US-amerikanische Filmkritiker James Berardinelli schrieb auf ReelViews, der Film sei letzten Endes nur die einfache Erzählung der tragischen Kämpfe einer Familie. Allerdings sei er gutgeschrieben und verdiene dieselbe Aufmerksamkeit wie Friðrikssons Cold Fever, obwohl er weniger global sei. Auch Berardinelli betonte, der Film sei schön gefilmt.
Zu einem vernichtenden Urteil kommt dagegen ein anderer Rezensent:

„Devil’s Island ist langweiliges Erzählkino über und aus den Fünfzigern, doch für ein gemütliches Nickerchen sind die Figuren einfach zu krakeelig“

## Auszeichnungen
Auf dem Festival des nordischen Films in Rouen gewann der Film den Preis des jungen Publikums. Auf dem Internationalen Filmfestival Karlovy Vary im Jahr 1997 war er im internationalen Wettbewerb um den Kristallglobus vertreten und erhielt den FIPRESCI-Preis. Auf dem Internationalen Filmfest Emden war er für den Emden Film Award nominiert und auf dem Brussels International Film Festival für den Kristallstern. Auf dem Atlantic Film Festival wurde der Film als Bester internationaler Film mit einer Länge von über 60 Minuten ausgezeichnet.
Die Amanda gewann Devil's Island 1997 als Bester nordischer Spielfilm. Der Film war Islands Kandidat auf eine Nominierung als Bester fremdsprachiger Film bei der Oscarverleihung 1997, hatte aber hinter den Beiträgen aus Tschechien (Kolya, Sieger) sowie aus Norwegen (Sonntagsengel), Georgien (1001 Rezepte eines verliebten Kochs), Frankreich (Ridicule – Von der Lächerlichkeit des Scheins) und Russland (Gefangen im Kaukasus, alle nominiert) das Nachsehen.